# Bồ câu vàng lục châu Phi
Bồ câu vàng lục châu Phi, tên khoa học Columba arquatrix, là một loài chim trong họ Columbidae.

## Hình ảnh

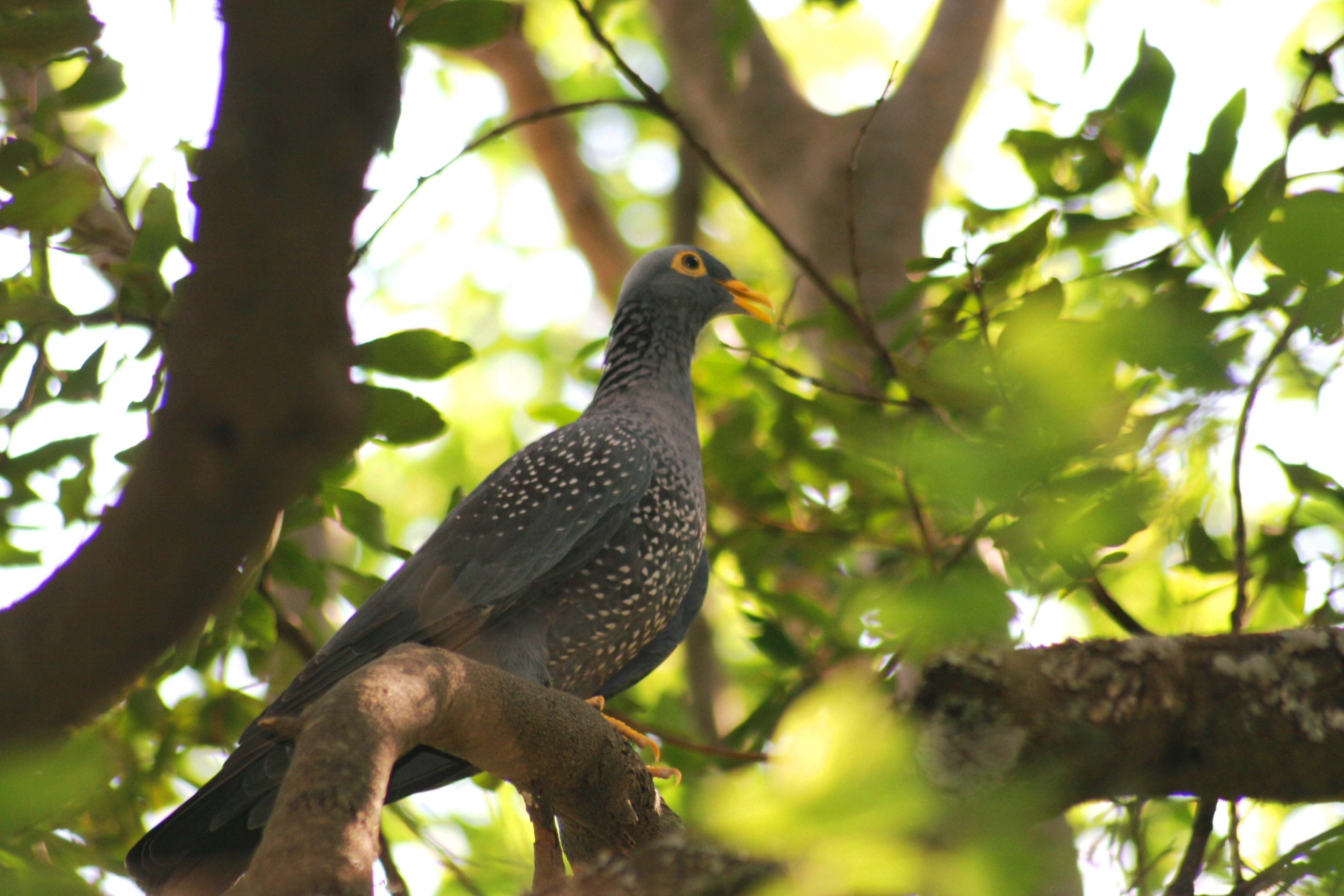
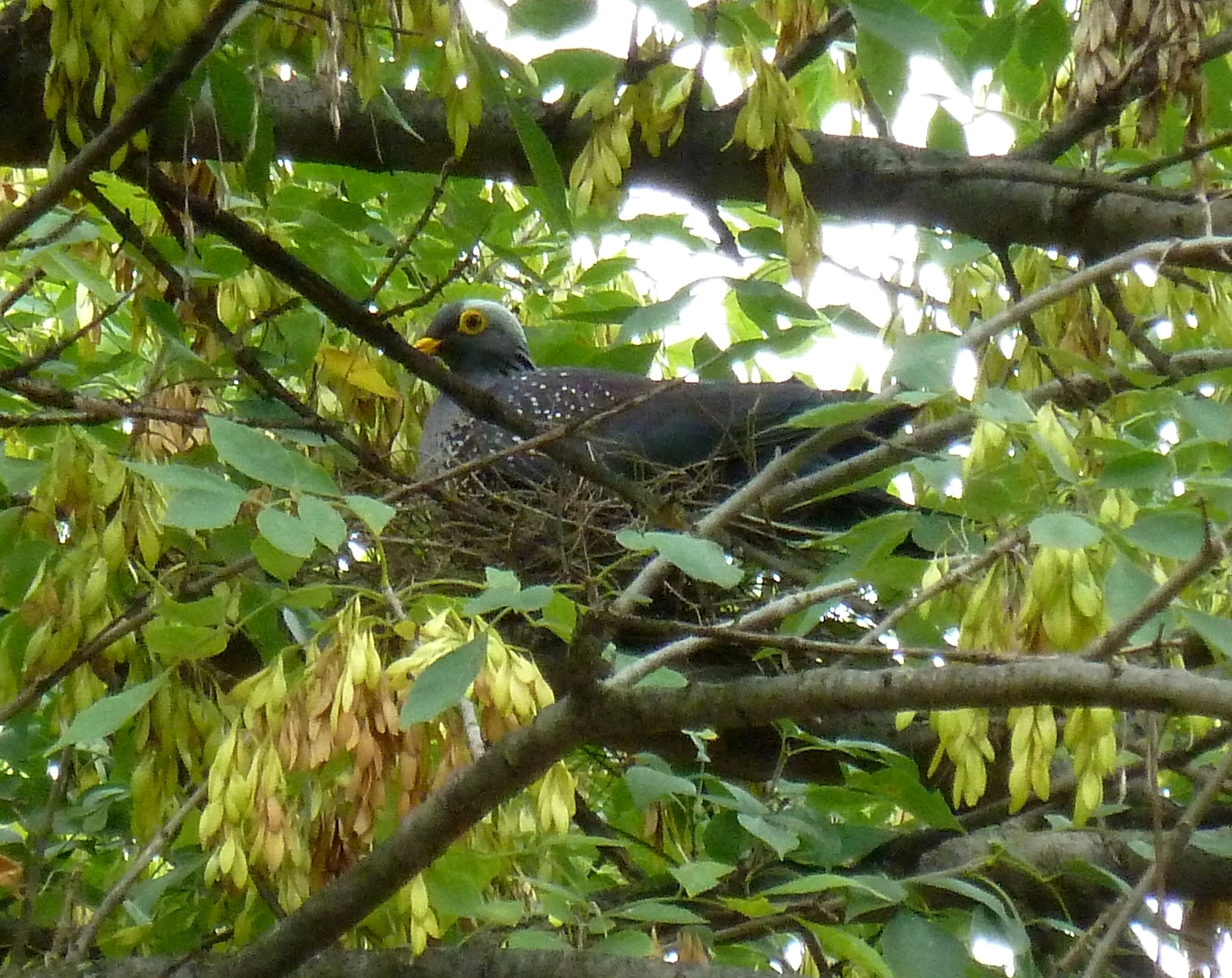
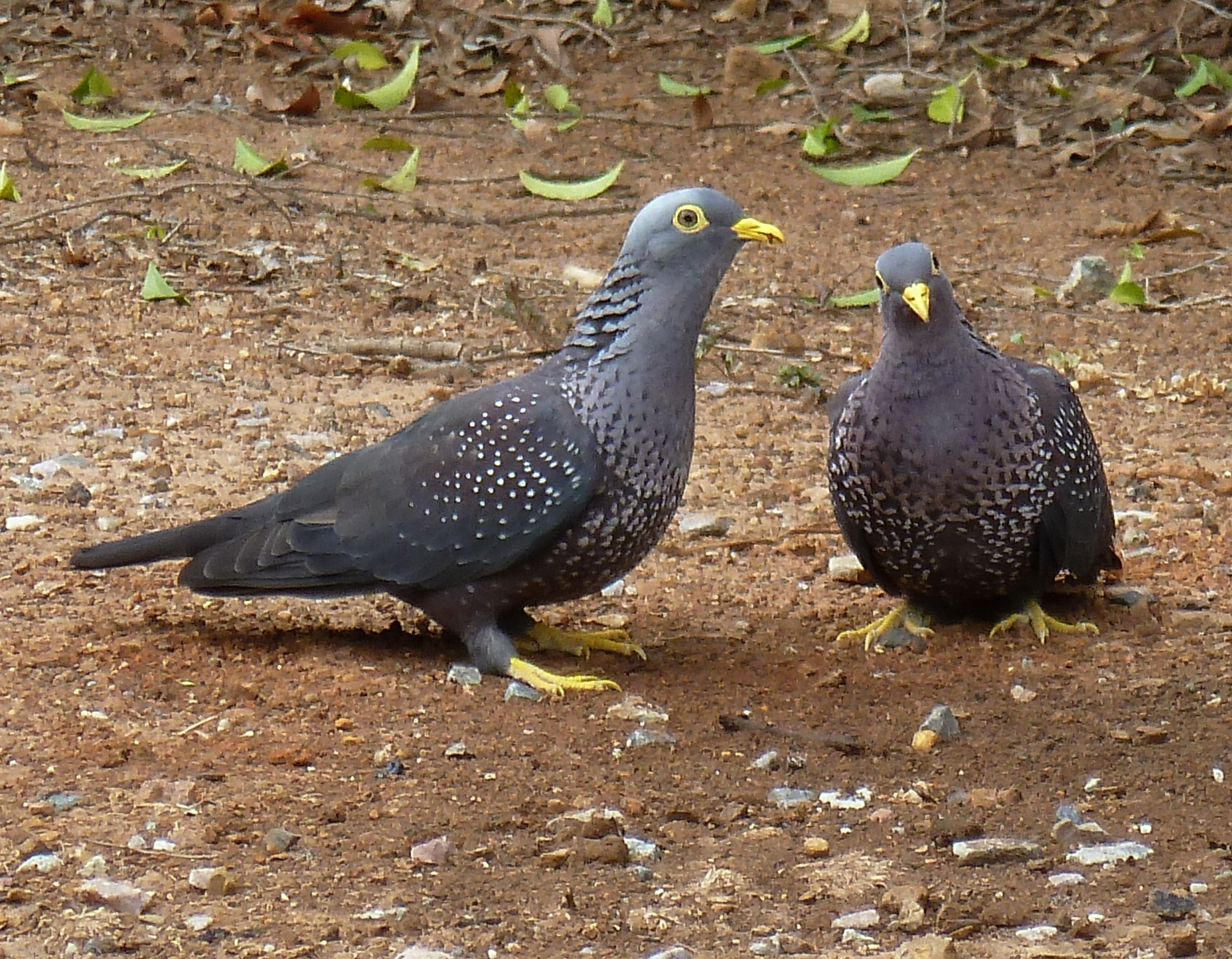
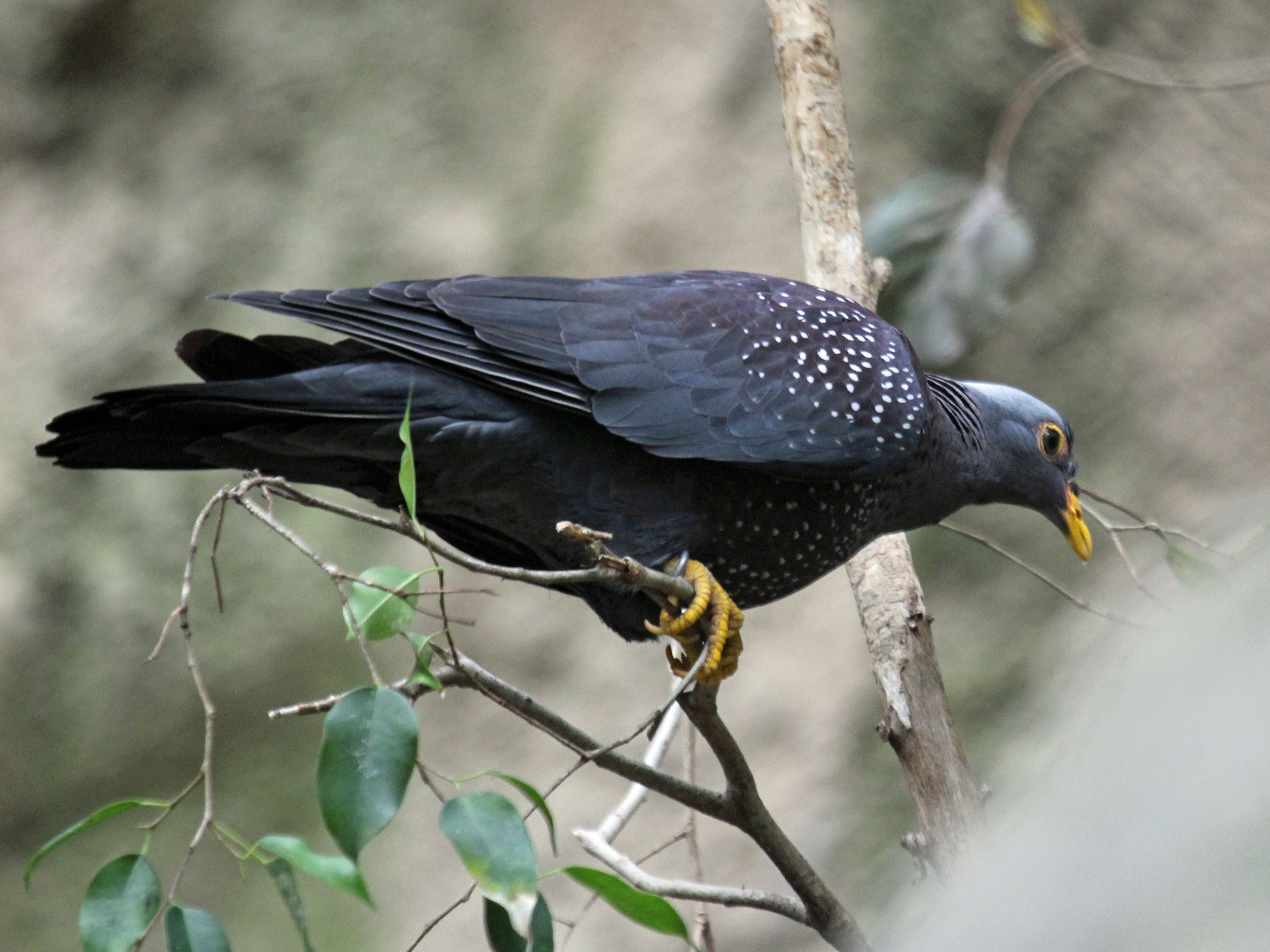